# 米山勇
米山 勇（よねやまいさむ、1965年7月29日 - ）は、日本の建築史家。博士（工学）。専門は日本近現代建築史、江戸東京の建築・都市史。東京都江戸東京博物館研究員。日本銭湯文化協会理事。
建築を学ぶためのワークショップ「けんちく体操」考案者。その実践と普及活動が評価され、2013年日本建築学会教育賞（教育貢献）を受賞（他3名との共同）。

## 来歴
東京都に生まれる。
1988年、早稲田大学理工学部建築学科を卒業。学生時代は、建築史家の中川武に師事した。引き続き同大大学院に進み、1993年に大学院理工学研究科博士後期課程を満期退学した。
日本学術振興会特別研究員、早稲田大学大学院非常勤講師、日本女子大学非常勤講師などを経て、1995年より、東京都江戸東京博物館研究員。
2005年に博士（工学）を早稲田大学より取得。博士論文のタイトルは「佐藤功一の『建築－都市』観とその影響に関する史的研究」。

## 人物
建築家・建築史家の藤森照信を、中川武に次ぐもう一人の師匠と慕い、山梨県に数多く現存する擬洋風建築・通称「藤村式建築」になぞらえ、藤森の設計した建築を藤森式と命名する。
様々な建築を3D画像化するという、学生時代からの趣味的研究を近世・近代の建築に応用する活動もおこなっている。
音楽に関する造詣も深く、「音楽と建築」「音楽的に見る、建築的に聴く」といった思索・研究活動も行っている。

## 著作

### 書籍
共著
- 建設省六日町庁舎35周年記念行事実行委員会『新潟県の近代建築』北陸建設弘済会,新潟日報事業社出版部 (発売)、1994年。 NCID BA33562484。
- 新建築社『現代建築の軌跡 : 1925-1995「新建築」に見る建築と日本の近代』新建築社〈新建築、第70巻13号〉、1995年。 NCID BN13715711。
- 『ロマンティストたちの家-佐藤武夫と佐藤総合計画の半世紀』日刊建設通信新聞社、1997年
- 『建築MAP京都』TOTO出版、1998年
- 『建築ガイド・都市ガイド-東京圏-』彰国社、1998年
- 20世紀建築研究編集委員会『20世紀建築研究』INAX出版〈10+1別冊〉、1998年。ISBN 4872750845。 NCID BA37893381。
- 『東京の近代建築』地人書館、2000年
- 『江戸東京歴史探検 第3巻 江戸で暮らしてみる』中央公論新社、2002年
- 北原進, 江戸開府400年記念事業実行委員会『大江戸透絵図 : 千代田から江戸が見える』江戸開府400年記念事業実行委員会、2003年。ISBN 4902272008。 NCID BA63583836。
- 『痛快！ケンチク雑学王』彰国社、2004年
- 『日本橋三井タワー』新建築社・三井不動産、2006年
- 『建築「見どころ」博物館ガイドブック―課外授業へようこそ』彰国社、2006年
- 『ゆらぎ モザイク考―粒子の日本美』INAX、2009年
- 米山勇, 志岐祐一『米山勇の名住宅観賞術』TOTO出版、2011年。ISBN 9784887063198。 NCID BB06344488。
- 『けんちく体操』エクスナレッジ、2011年
- 『時代の地図で巡る東京建築マップ 』エクスナレッジ、2013年
- 『けんちく体操 首都高ドライブ編』エクスナレッジ、2013年
- 『世界の建築うんちく92』KADOKAWA、2013年
- 『日本近代建築家列伝』鹿島出版会、2017年
- 『旧朝香宮邸物語―東京都庭園美術館はどこから来たのか』アートダイバー、2018年
- 『世界がうらやむニッポンのモダニズム建築』地球丸、2018年

監修
- 『東京-建築・都市伝説 Tokyo Eleven Paradise』TOTO出版、2001年
- 『建築MAP横浜・鎌倉』TOTO出版、2002年
- 『びっくり！日本ふしぎ探検百科・2 遺跡・建造物のふしぎ探検』日本図書センター、2009年
- 『銭湯検定公式テキスト』草隆社、2009年
- 『日本近代建築大全＜東日本編＞』講談社、2010年
- 『日本近代建築大全＜西日本編＞』講談社、2010年
- 『三菱四代社長ゆかりの邸宅・庭園』三菱広報委員会、2014年
- 『写真と歴史でたどる日本近代建築大観:第一巻 開国後の西洋建築導入と発展』国書刊行会、2021年
- 『写真と歴史でたどる日本近代建築大観:第二巻 大日本帝国の成立と洋風建築の多様化』国書刊行会、2021年
- 『写真と歴史でたどる日本近代建築大観:第三巻 激動する世界と建築の転換』国書刊行会、2021年

### DVD
- 『東京遺産』（全3巻、監修）エフエム東京、2006年
- 『けんちく体操』（共著・出演）ポニーキャニオン、2011年

## 賞歴
- 稲門建築会特別功労賞 - 2009年
- 日本建築家協会ゴールデンキューブ賞特別賞 - 2011年
- 日本建築学会教育賞（教育貢献）（「けんちく体操」ワークショップを中心とした建築教育プログラムの実践と普及活動」、田中元子・大西正紀・高橋英久との連名） - 2013年[1]